# Akt (výtvarné umění)

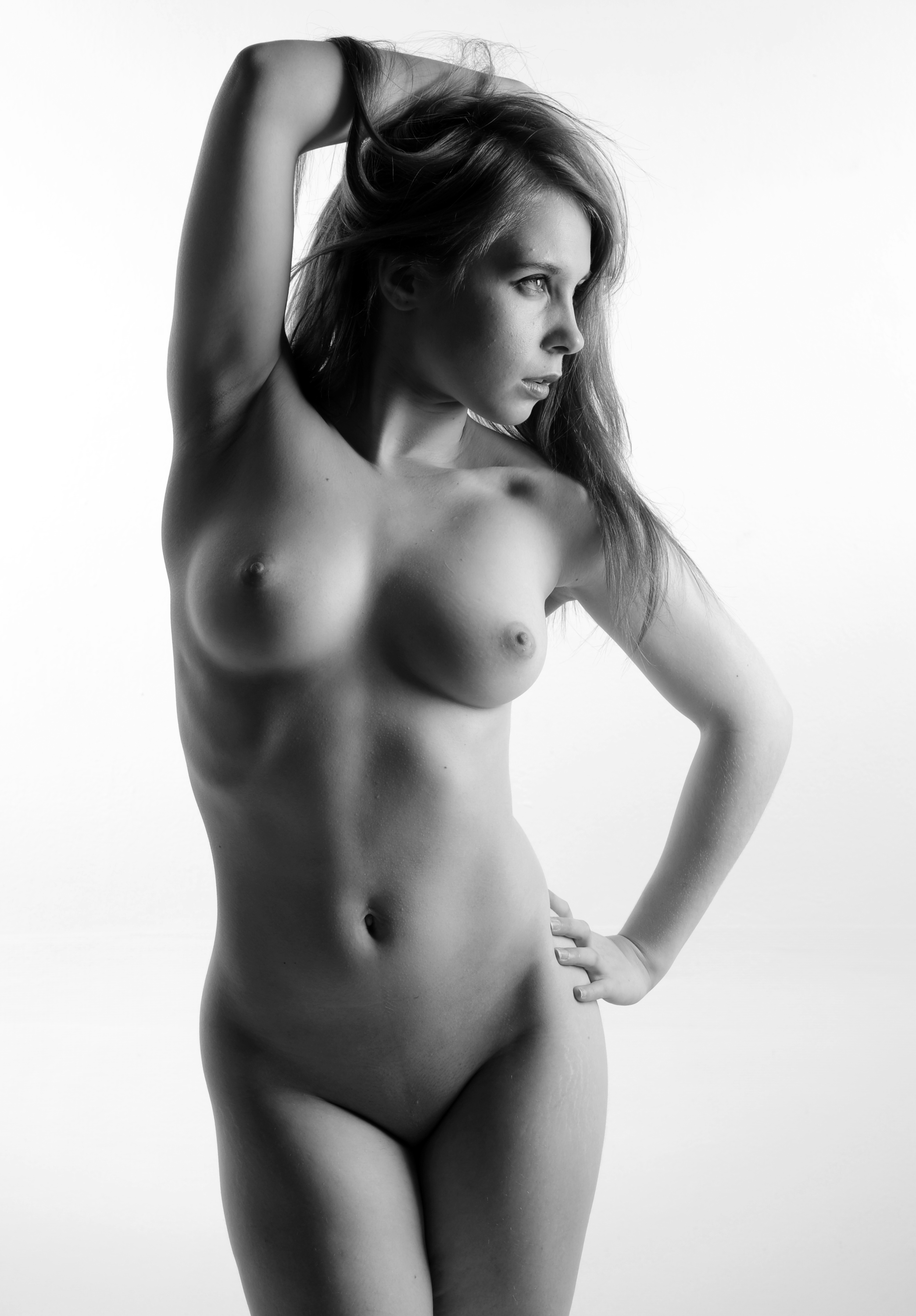
Jean-Christophe Destailleur: Ženský akt (příklad fotografického aktu)

Akt je označení pro výtvarné zobrazení nahého lidského těla. Může jít o dílo malířské, sochařské nebo fotografické. Cílem aktu je zpravidla vyjádření estetické hodnoty lidského těla, nikoli působení smyslností na pohlavní pudy člověka. Klasický akt navazuje na antickou tradici zobrazování ideálu krásy postavou v kontrapostu.
Hranice mezi erotickým uměním a aktem je nestálá, odvíjí se od kulturních a náboženských zvyklostí společnosti i od osobních zkušeností diváka. Zobrazení aktu v současné západní společnosti není – na rozdíl od nahoty v běžných každodenních situacích – vnímáno jako porušení norem slušnosti.

## Umělci
Mezi nejznámější umělce, kteří pracovali s tématem aktu patří:
- Malíři: Michelangelo Buonarroti, Albrecht Dürer, William-Adolphe Bouguereau, Auguste Renoir, Julio Romero de Torres, Henri Matisse, Egon Schiele, Gustav Klimt, ...
- Sochaři: Auguste Rodin, Camille Claudel, ...
- Fotografové: Man Ray, Helmut Newton, Robert Mapplethorpe, ...

## Galerie

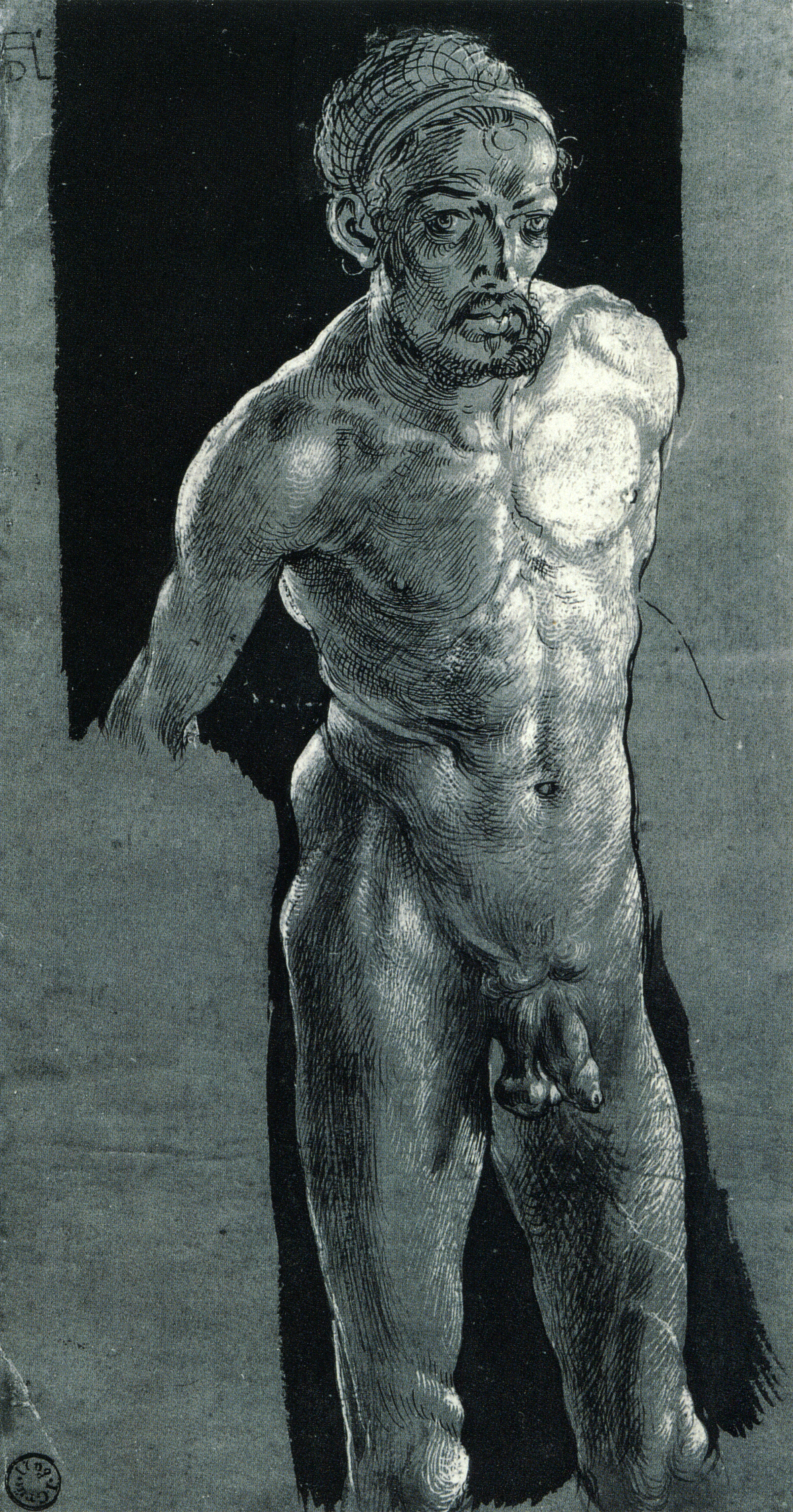
Albrecht Dürer: Autoportrét jako akt, kolem 1503
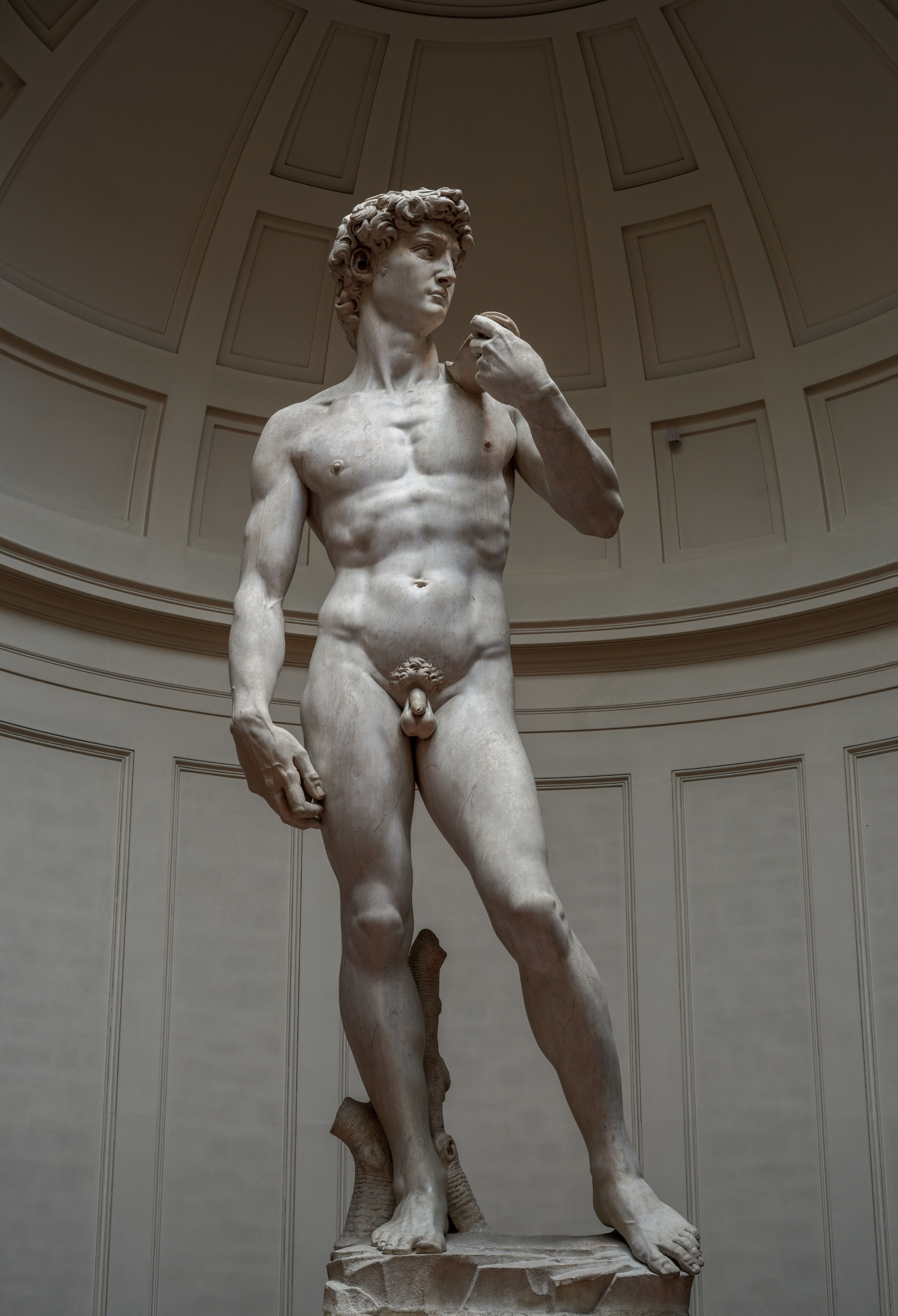
Michelangelo: David, 1501–1504
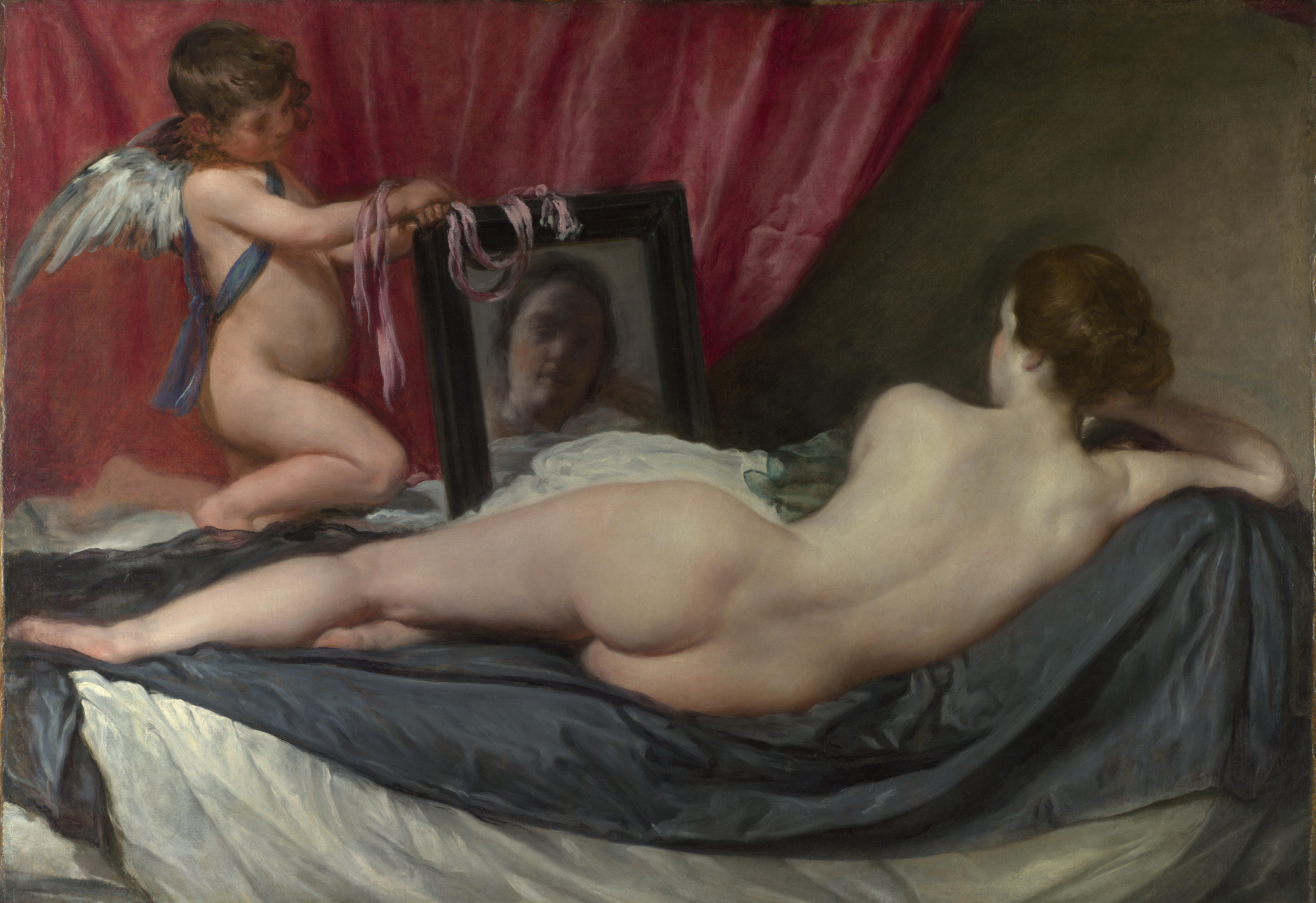
Diego Velázquez: Venušina toaleta, kolem 1650
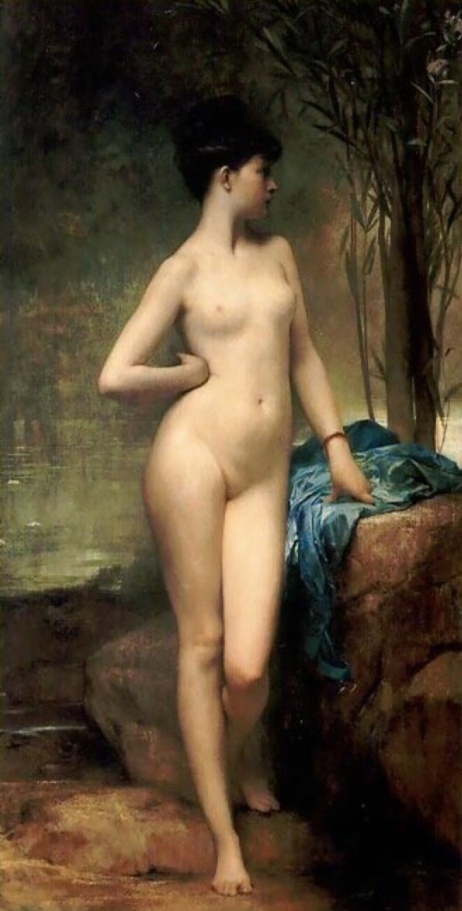
Jules-Joseph Lefebvre: Chloé, 1875
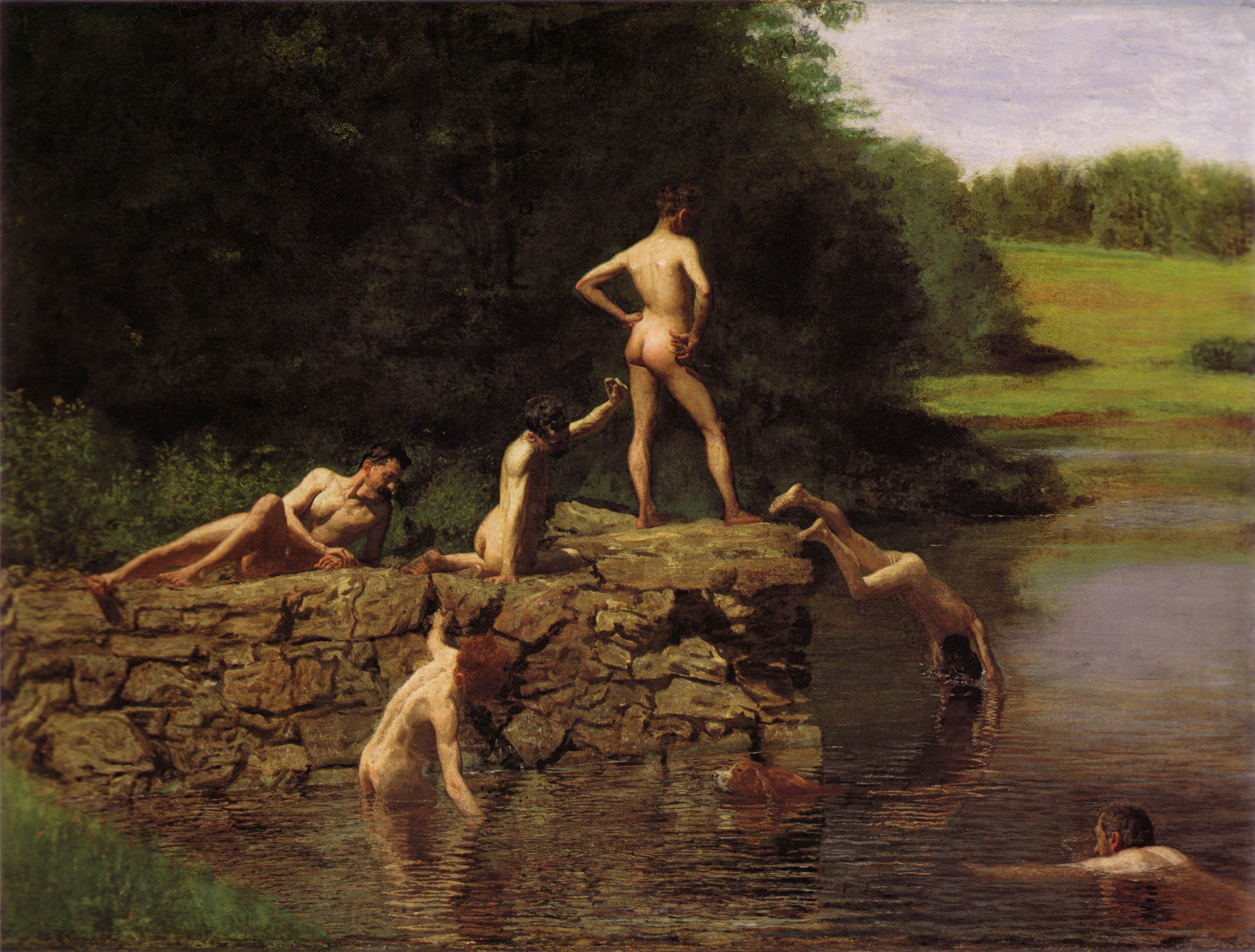
Thomas Eakins: Koupání, 1885
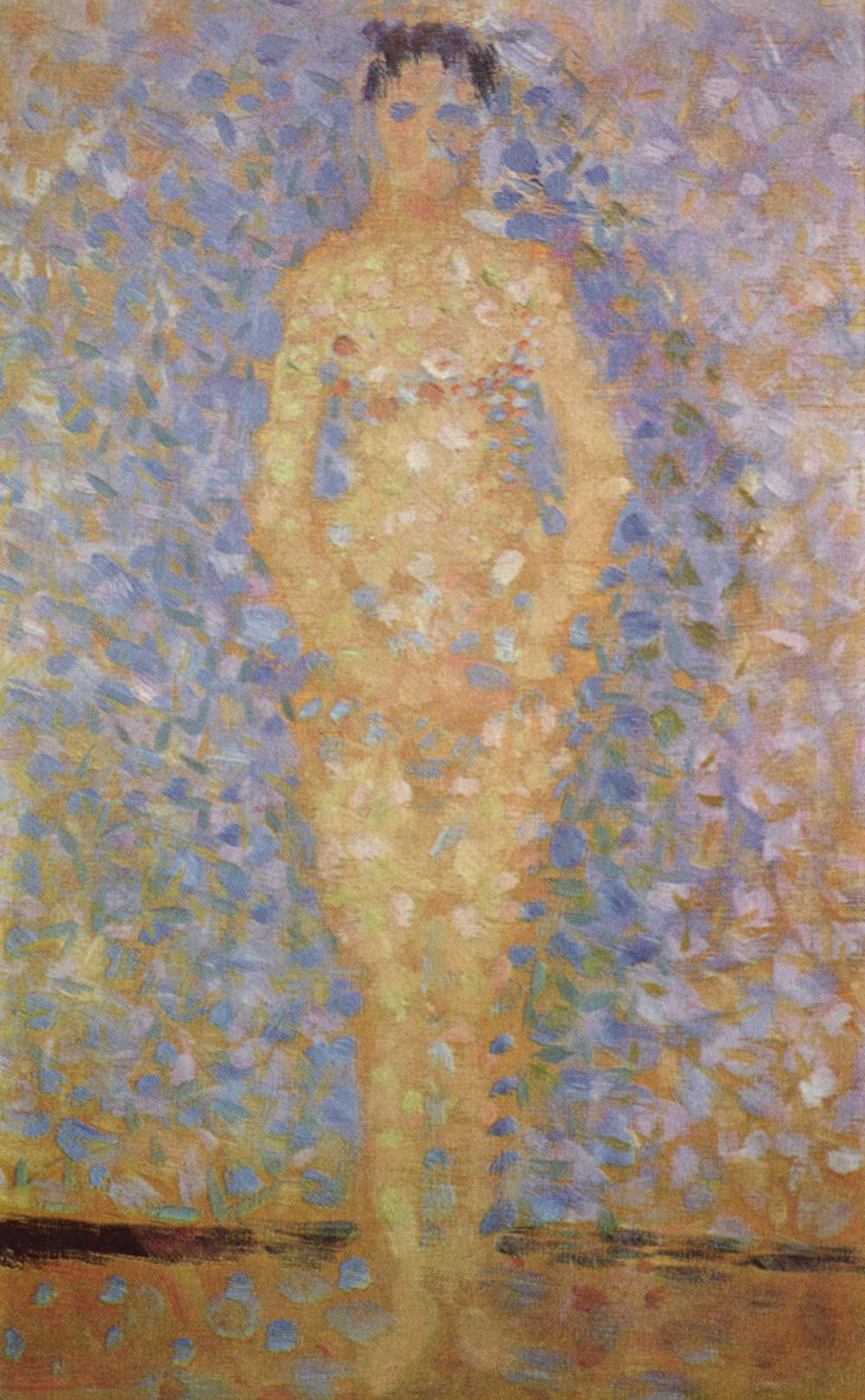
Georges Seurat: Stojící model (studie pro „Modelky“), 1887
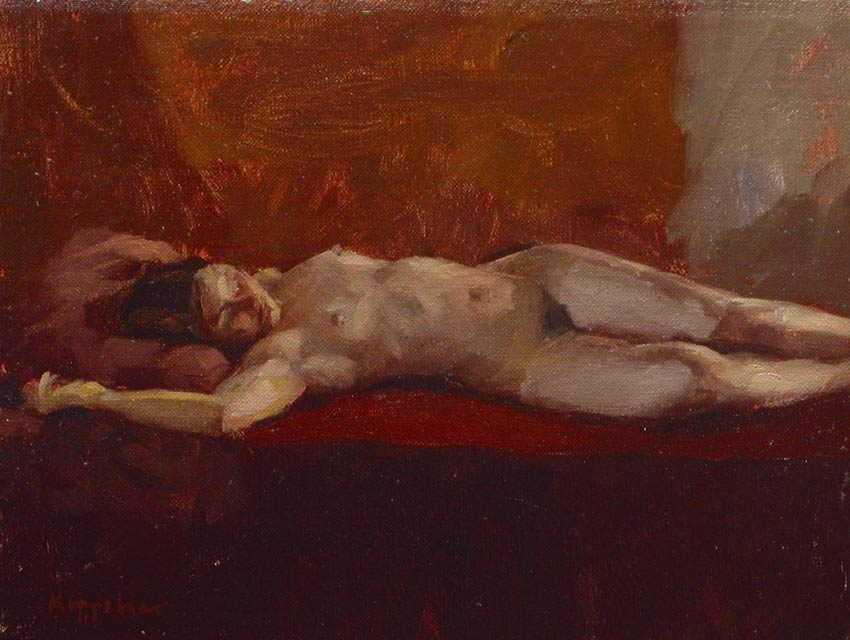
Frans Koppelaar: Ležící akt, 2004